# Strumigenys boneti
Strumigenys boneti är en myrart som beskrevs av Brown 1959. Strumigenys boneti ingår i släktet Strumigenys och familjen myror. Inga underarter finns listade i Catalogue of Life.

## Bildgalleri

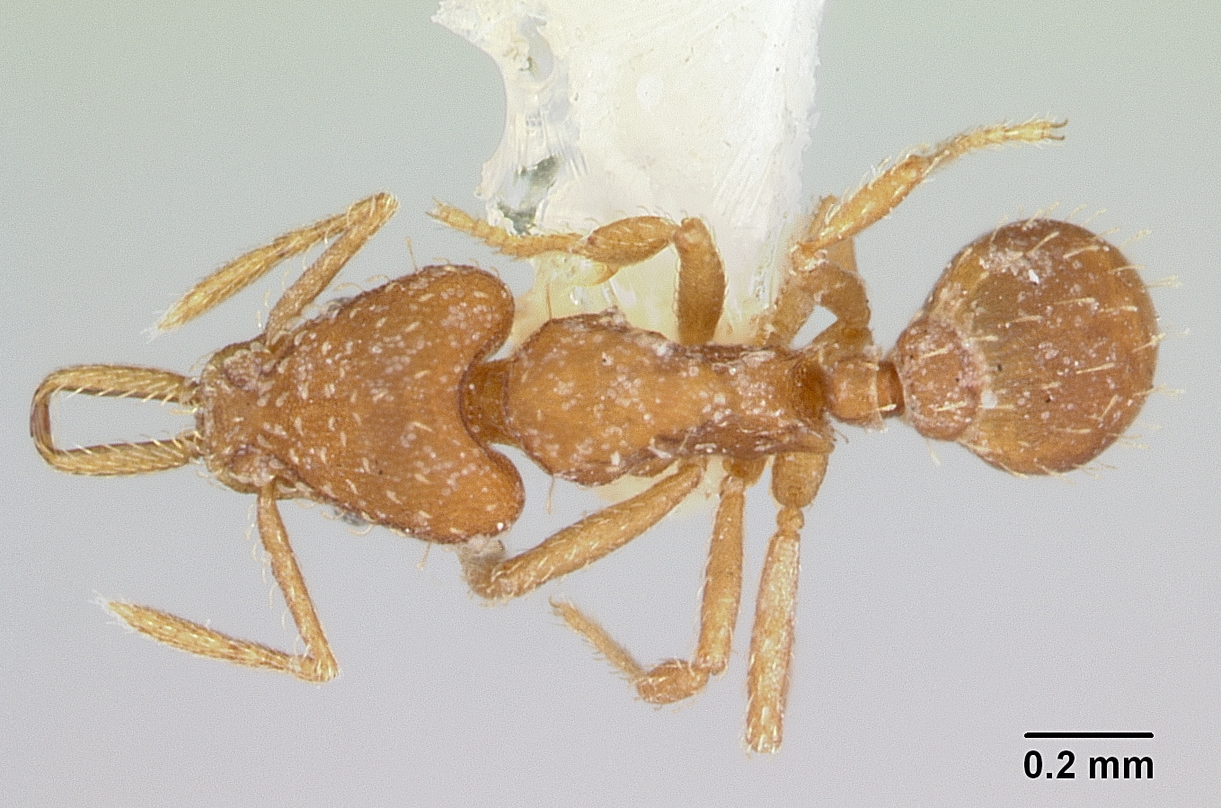
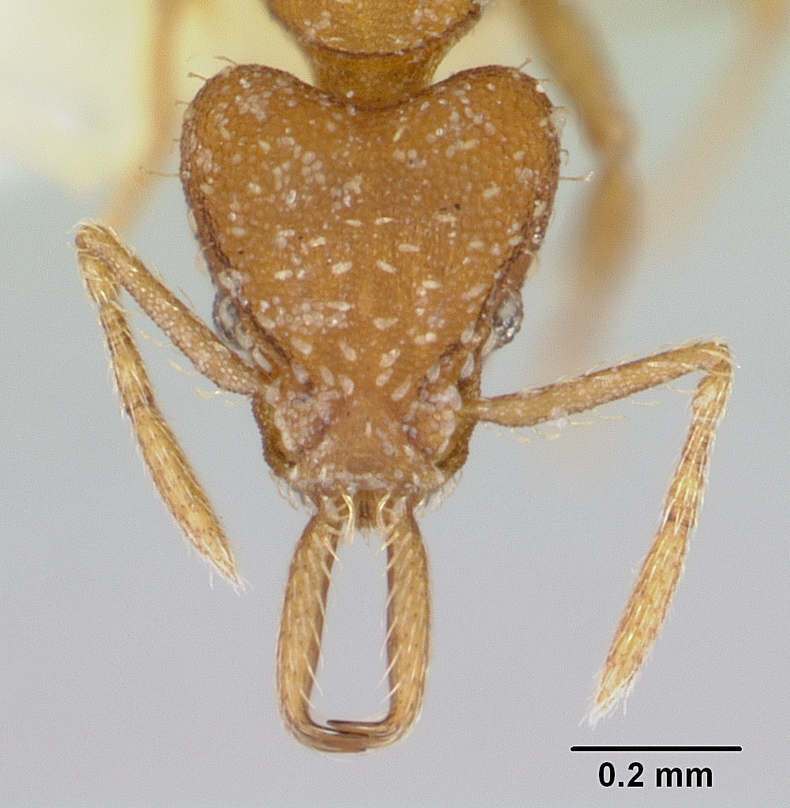
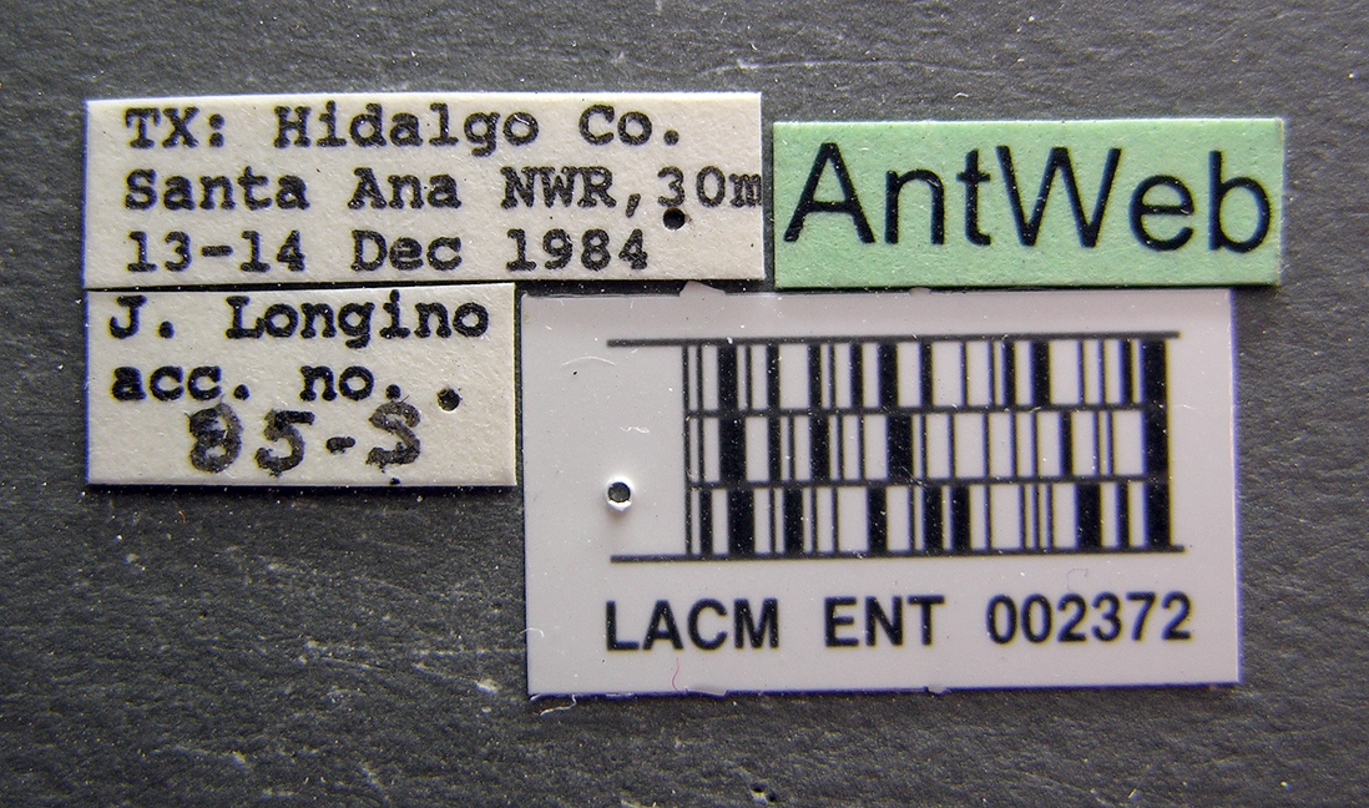
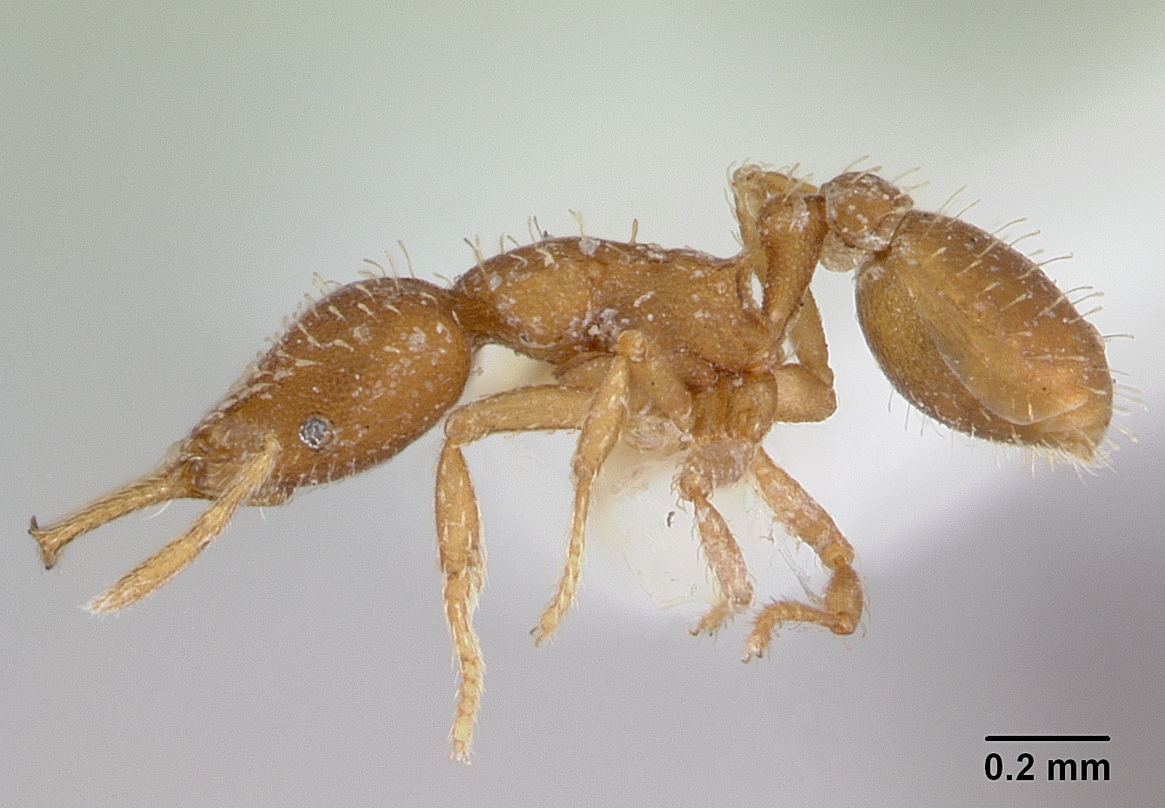